# Pegomya interruptella
Pegomya interruptella este o specie de muște din genul Pegomya, familia Anthomyiidae. A fost descrisă pentru prima dată de Zetterstedt în anul 1855. Conform Catalogue of Life specia Pegomya interruptella nu are subspecii cunoscute.
Este o specie foarte puțin conoscută și studiată, astfel, nu există încă multe detalii sau informații științifice despre această specie. 